# Francis Anani Kofi Lodonu
Francis Anani Kofi Lodonu (* 19. November 1937 in Gbi Atabu bei Hohoe) ist ein ghanaischer römisch-katholischer Geistlicher und emeritierter Bischof von Ho.

## Leben
Francis Anani Kofi Lodonu empfing am 18. Mai 1964 die Priesterweihe für das Bistum Keta.
Papst Paul VI. ernannte ihn am 17. Mai 1973 zum Weihbischof in Keta und Titularbischof von Mascula. Der Papst persönlich spendete ihn am 29. Juni desselben Jahres die Bischofsweihe; Mitkonsekratoren waren Agostino Casaroli, Untersekretär des Rates für die öffentlichen Angelegenheiten der Kirche, und Bernardin Gantin, Sekretär der Kongregation für die Evangelisierung der Völker.
Am 10. April 1976 wurde er zum Bischof von Keta-Ho ernannt. Mit der Teilung des Bistums Keta-Ho wurde er am 19. Februar 1994 zum ersten Bischof von Ho ernannt.
Papst Franziskus nahm am 14. Juli 2015 seinen altersbedingten Rücktritt an.